# Kuk

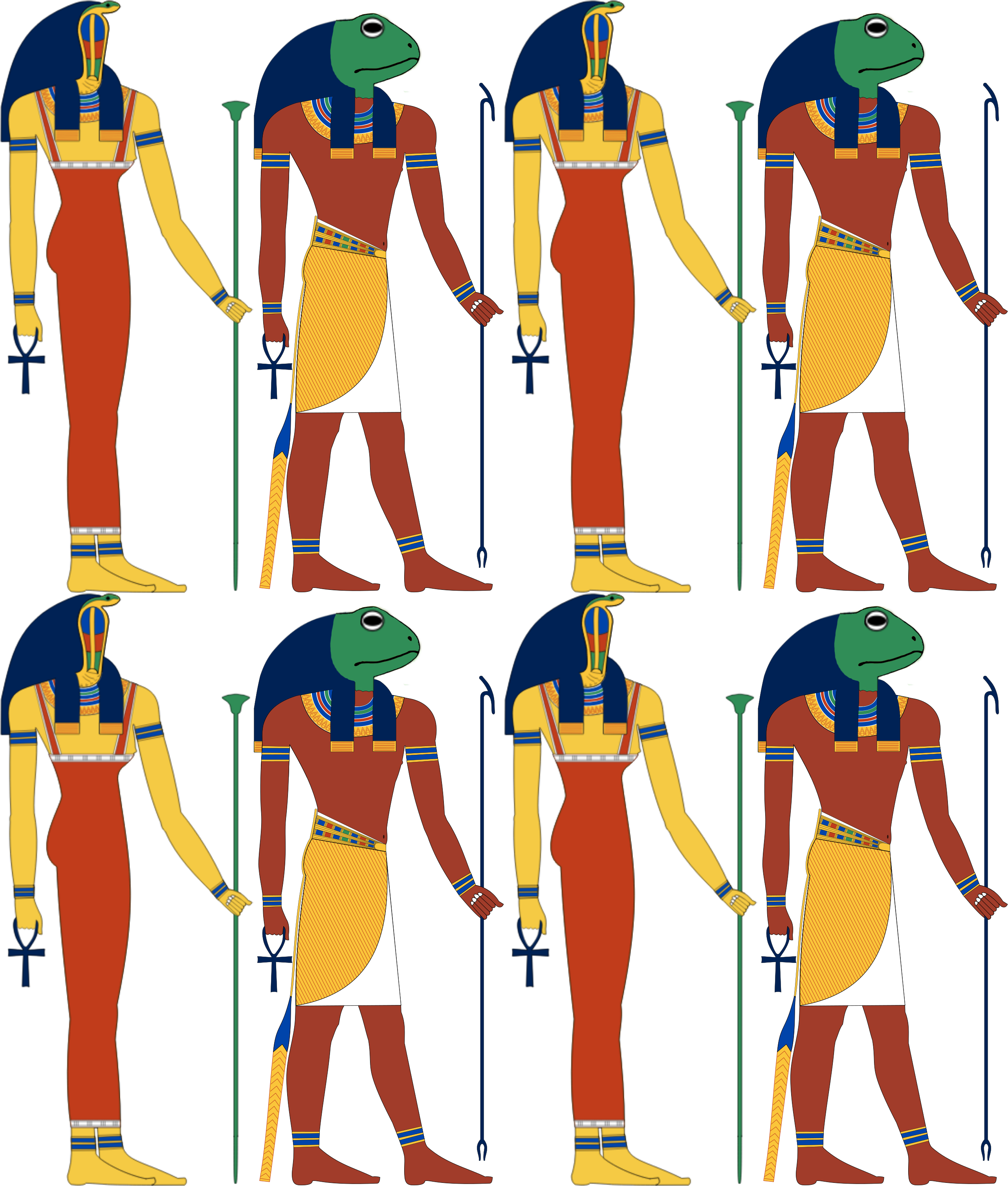
Osmero

Kuk (řidčeji uváděno též jako Kek nebo Keku) a jeho ženský protějšek Kauket jsou staroegyptští bohové, jeden ze čtyř párů Osmera z Chemenu. Jeho členové v tamním mytologicko-teologickém konceptu reprezentují stav preexistence světa, který předchází zrození stvořitelského boha (nejčastěji Atuma nebo Rea, případně Thovta nebo Amona). Kuk a Kauket, která, jak se zdá, je jen Kukovou ženskou obdobou, vyjadřují kvalitu temnoty, a to snad v návaznosti na představu stavu před zrozením slunečního boha.

## Ostatní členové Osmera
Dalšími členy Osmera jsou bohové a bohyně:
- Nun a Naunet vyjadřující princip hloubky vod prvotního praoceánu,
- Heh a Hauhet představující beztvarost a bezmeznost nebytí, případně nekonečnost,
- Tenemu a Tenemut jako neuspořádanost, kteří ovšem byli v průběhu Střední říše nahrazeni Amonem a Amaunetou vyjadřujícími princip skrytosti.